# Attiganalu, Tarikere
Attiganalu là một làng thuộc tehsil Tarikere, huyện Chikmagalur, bang Karnataka, Ấn Độ.